# Sérgio Ribeiro
Sérgio José Ferreira Ribeiro  (ur. 21 grudnia 1935 w Lizbonie, zm. 29 kwietnia 2024 w Leirii) – portugalski polityk, ekonomista i działacz komunistyczny, od 1990 do 1999 i od 2004 do 2005 poseł do Parlamentu Europejskiego.

## Życiorys
Z wykształcenia ekonomista, pracował jako wykładowca akademicki. Został działaczem (w 1959) i członkiem Komitetu Centralnego Portugalskiej Partii Komunistycznej. Zasiadał w Zgromadzeniu Republiki IV i V kadencji.
W latach 1990–1999 i 2004–2005 wykonywał mandat deputowanego do Parlamentu Europejskiego III, IV, V i VI kadencji. Zasiadał we frakcjach komunistycznych, w tym od 1995 w grupie Zjednoczonej Lewicy Europejskiej i Nordyckiej Zielonej Lewicy. Pełnił m.in. funkcję kwestora PE, pracował w Komisji Rybołówstwa, Komisji Rozwoju Regionalnego i innych. Z mandatu zrezygnował w 2005, kilka miesięcy po rozpoczęciu VI kadencji (zastąpił go Pedro Guerreiro). Wchodził też w skład zgromadzenia miejskiego w Ourém.